# Черна-Гора (Старозагорская область)
Черна-Гора (болг. Черна гора) — село в Болгарии. Находится в Старозагорской области, входит в общину Братя-Даскалови. Население составляет 1 423 человека.

## Политическая ситуация
В местном кметстве Черна-Гора, в состав которого входит Черна-Гора, должность кмета (старосты) исполняет Танё Стоянов Стоянов (Болгарская социалистическая партия (БСП)) по результатам выборов правления кметства.
Кмет (мэр) общины Братя-Даскалови — Ваня Тодорова Стоева (коалиция партий: Болгарская социалистическая партия (БСП), национальное движение «Симеон Второй» (НДСВ)) по результатам выборов в правление общины.